# Diego Salcedo
Diego Salcedo (mort en 1511) était un militaire espagnol qui aurait vécu pendant la colonisation des Amériques. 
D'après la légende, il entra involontairement dans l'histoire de Porto Rico en se faisant tuer par les indiens Taíno qui voulaient tester s'il était ou non immortel, et donc réellement un dieu. Cette découverte mena les indiens à combattre les Espagnols.
Bien que l'histoire de Salcedo soit mentionnée dans beaucoup de livres, beaucoup d'historiens pensent que cette légende fut inventée pour provoquer un sentiment de peur et de colère contre les Taínos, et ainsi justifier la colonisation, l'esclavage et le génocide de ces derniers. [réf. souhaitée]

## Mort
D'après l'histoire, Salcedo est mort en 1511 pendant un voyage à Porto Rico, quand des indiens Taíno, commandés par Agüeybaná II (frère du grand cacique Taíno Agüeybaná) et par le cacique Añasco, Urayoán, le noyèrent dans le Rio Grande de Añasco pour voir si les Espagnols étaient réellement des « Dieux », comme le pensaient les Taínos.
Historiquement, deux versions de la manière dont Salcedo fut attiré pour être mis à mort existent. Beaucoup de livres affirment qu'on a dit au soldat qu'il serait emmené à un lac plein de femmes Taíno et qu'il pourrait faire l'amour avec, mais une fois rendu, il ne trouva que des hommes qui le noyèrent. L'autre version est qu'on a offert à Salcedo une promenade sur une rivière par des Taínos portaient dans leurs bras, puis qu'il fut noyé et laissé dans l'eau plusieurs jours, pour être certain qu'il soit bien mort.

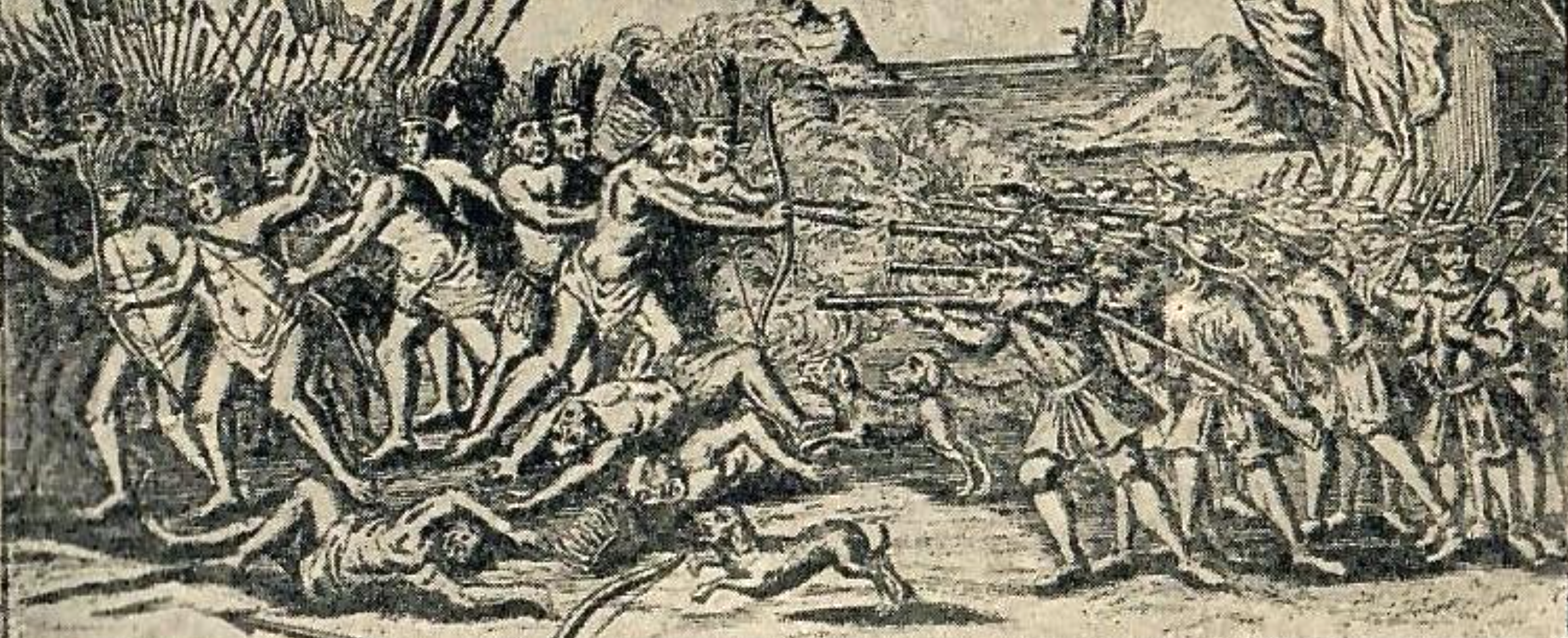
Révolte des Taïnos en 1511 à Boriquen.

Après la mort de Salcedo, les indiens Taíno furent incités à déclarer la guerre aux Espagnols à Porto Rico. Cela mena à la révolte des Taíno de 1511. Cependant, les indiens furent rapidement vaincus à cause du meilleur armement des conquistadors et de leur plus grande expérience de la guerre.

## Légende
Une légende locale raconte que le fantôme d'une indienne, la soi-disant amante de Salcedo, hante aujourd'hui encore le lieu de sa noyade, dans l'actuelle ville d'Añasco. Cette croyance est amplifiée par un vers de l'hymne de la ville :
« L'histoire dit qu'ici Salcedo fut noyé, et que dans la chute on peut voir une indienne la nuit »